# 特里梅因·福尔克斯
特里梅因·福尔克斯（英語：Tremaine Fowlkes，1976年4月11日—），美国NBA联盟前职业篮球运动员。他在1998年的NBA选秀中第2轮第54顺位被丹佛掘金选中。